# Schloss Moyland

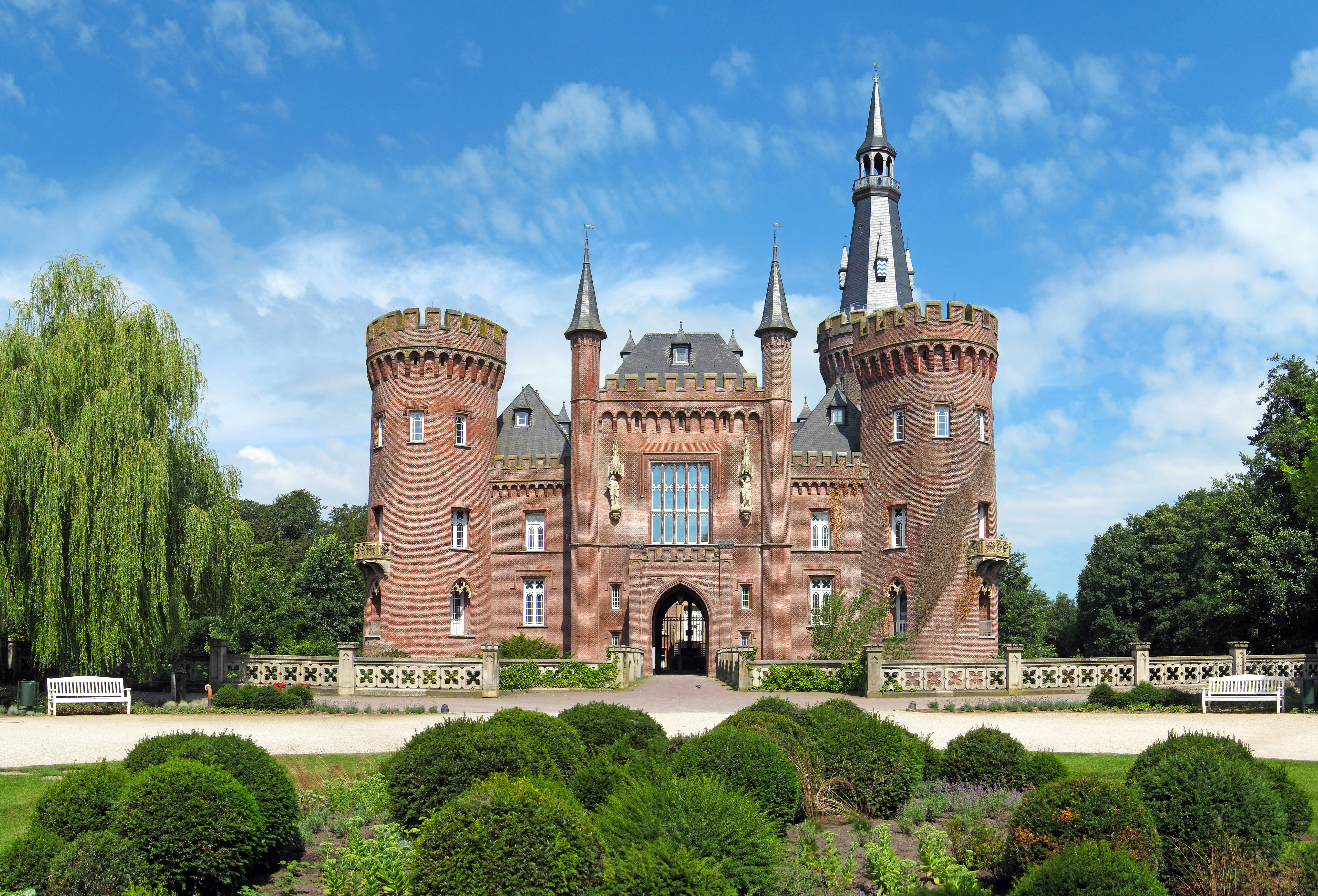
Südostseite der Kernburg, Juli 2011

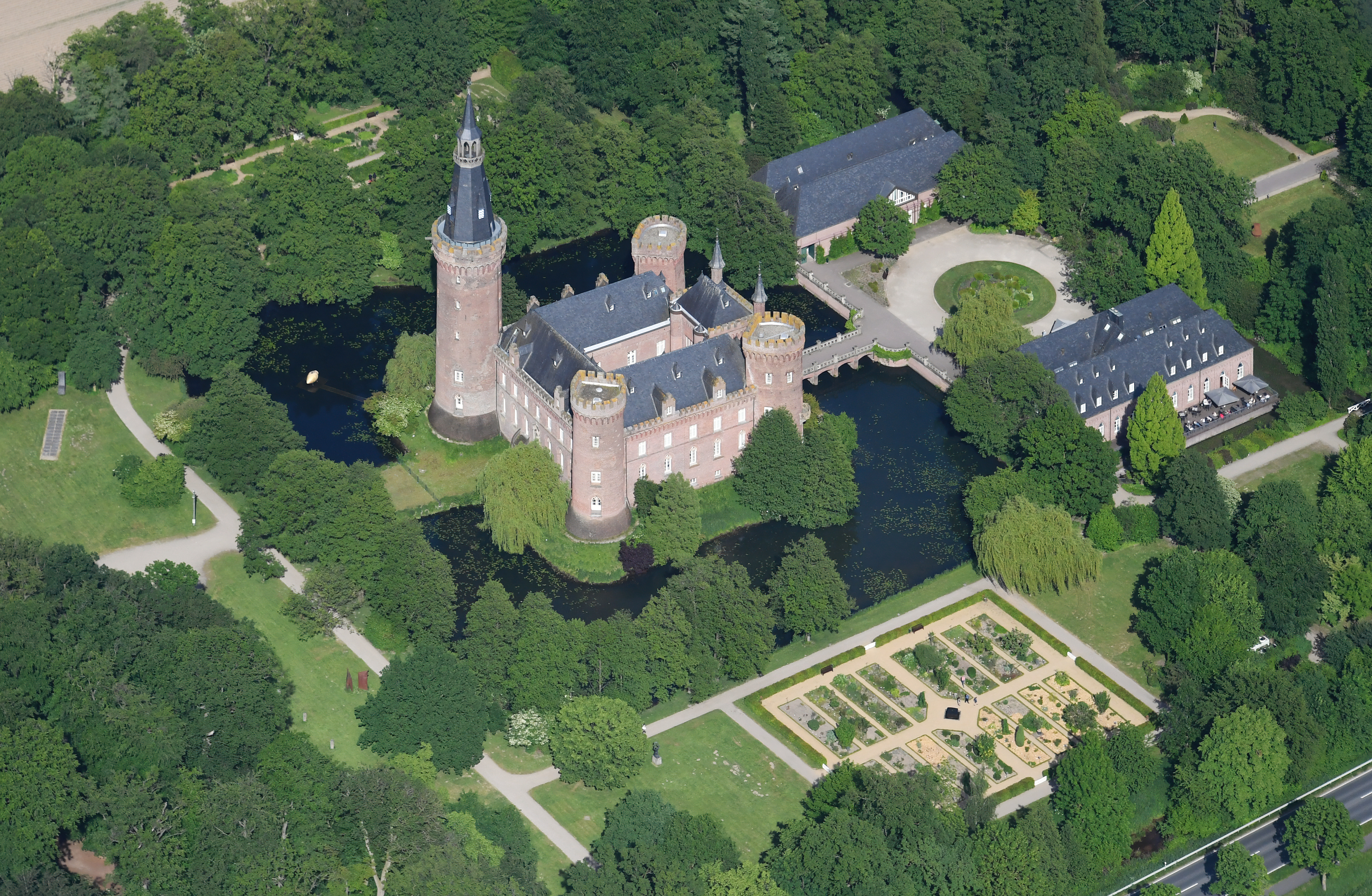
Luftbild des Schlosses, Mai 2023

Schloss Moyland ist ein Wasserschloss bei Bedburg-Hau im Kreis Kleve, das zu den wichtigsten neugotischen Bauten in Nordrhein-Westfalen zählt. Sein Name leitet sich von den niederländischen Worten mooi land ab, die „schönes Land“ bedeuten. Geprägt wurde der Name vermutlich von holländischen Arbeitern, die der damalige Besitzer Jakob van den Eger an den Niederrhein kommen ließ, um die Feuchtgebiete um seinen Besitz herum trockenlegen zu lassen.
Heutzutage beherbergt Schloss Moyland die umfangreiche Sammlung moderner Kunst der Brüder Hans van der Grinten und Franz Joseph van der Grinten. Das Museum Schloss Moyland ist ein beliebtes Ausflugsziel am Niederrhein.

## Beschreibung

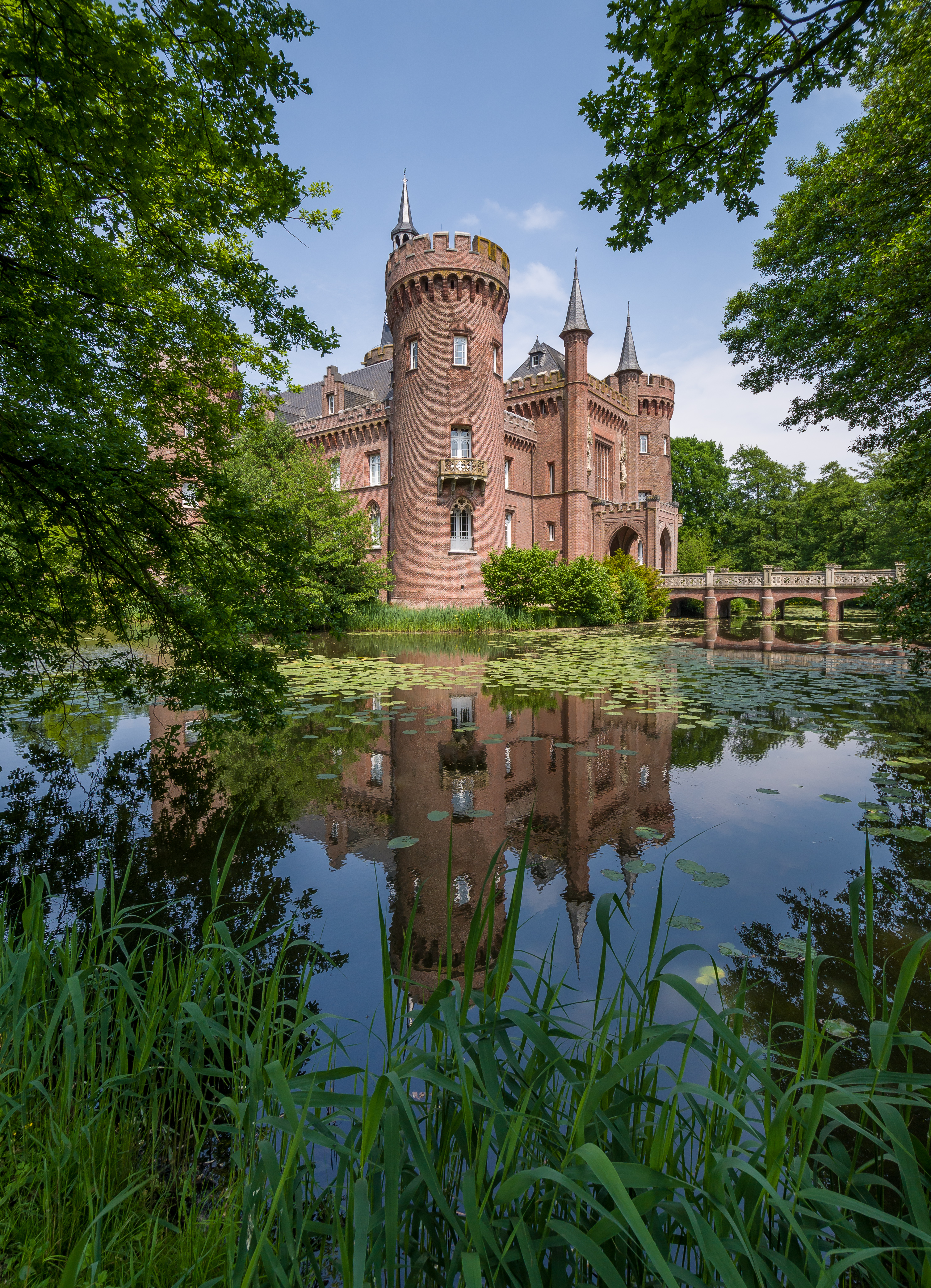
Ansicht von Süden (2013)

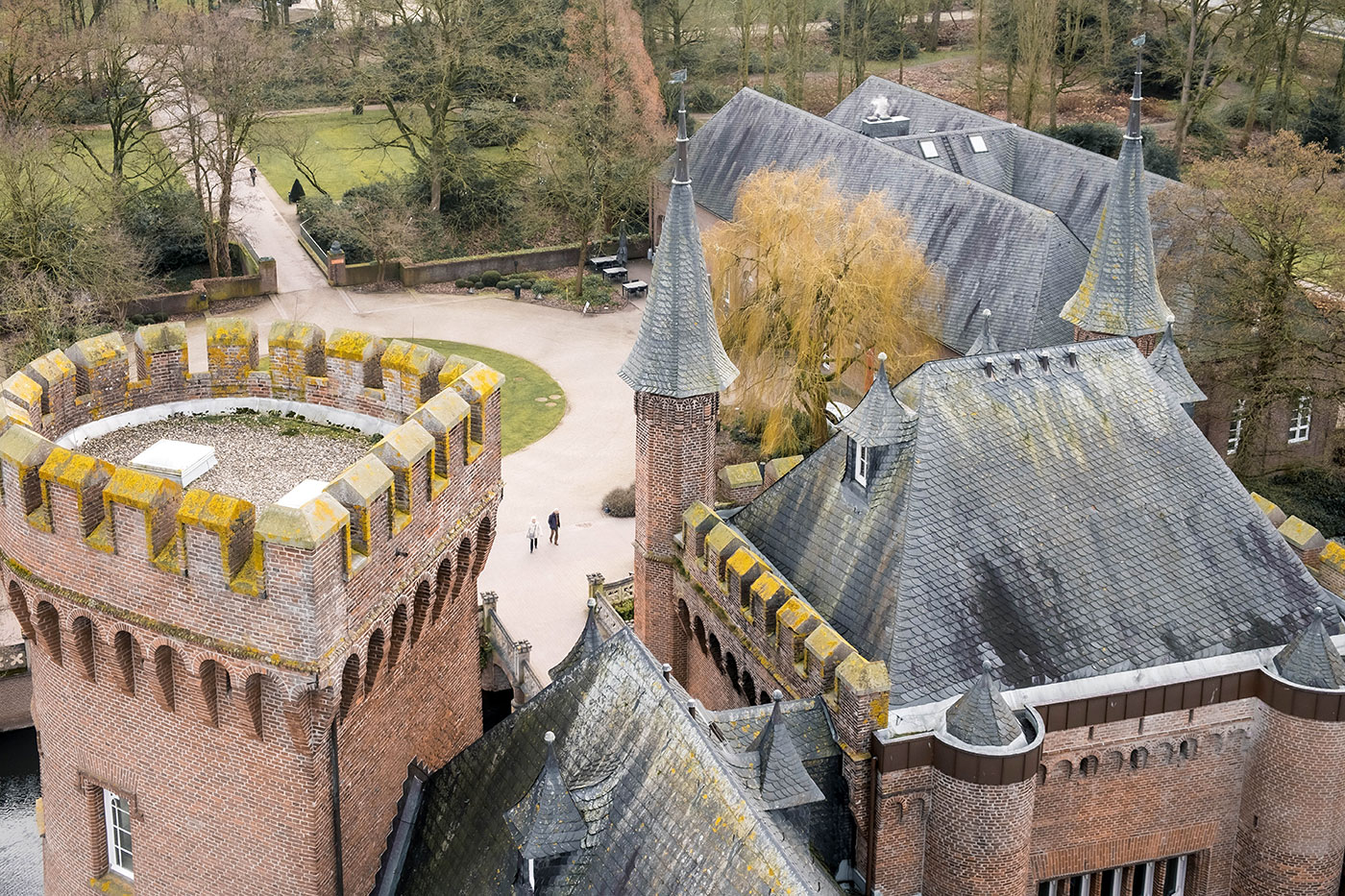
Moyland vom Nordturm gesehen

### Schlossanlage
Die Schlossanlage besteht aus einem geschlossenen, vierflügeligen Hauptschloss, dem südöstlich Wirtschaftsgebäude vorgelagert sind. Letztere beheimaten heute ein Museumscafé, die Museumsverwaltung und -bibliothek sowie Räume für Wechselausstellungen. Das zweigeschossige Hauptgebäude aus Backstein präsentiert sich im historisierenden Tudorstil mit einem Zinnenkranz auf Kragsteinen. Die vier Geschosse des einstigen Bergfrieds an der Südost-Ecke des Hauptschlosses werden seit 2008 durch einen polygonalen Helm mit Laterne bekrönt. An den drei übrigen Ecken des Schlosses stehen hufeisenförmige Türme mit drei Geschossen.
Die südöstliche Seite des Schlosses wird durch einen Torbau gebildet, der von außen durch zwei polygonale Türmchen mit Spitzhelmen und hofseitig durch zwei schlanke Rundtürmchen flankiert wird. Im Obergeschoss des Flügels befindet sich der sogenannte Zwirnersaal, der unter anderem für Konzerte genutzt wird.
Die Figuren des Treppenaufgangs

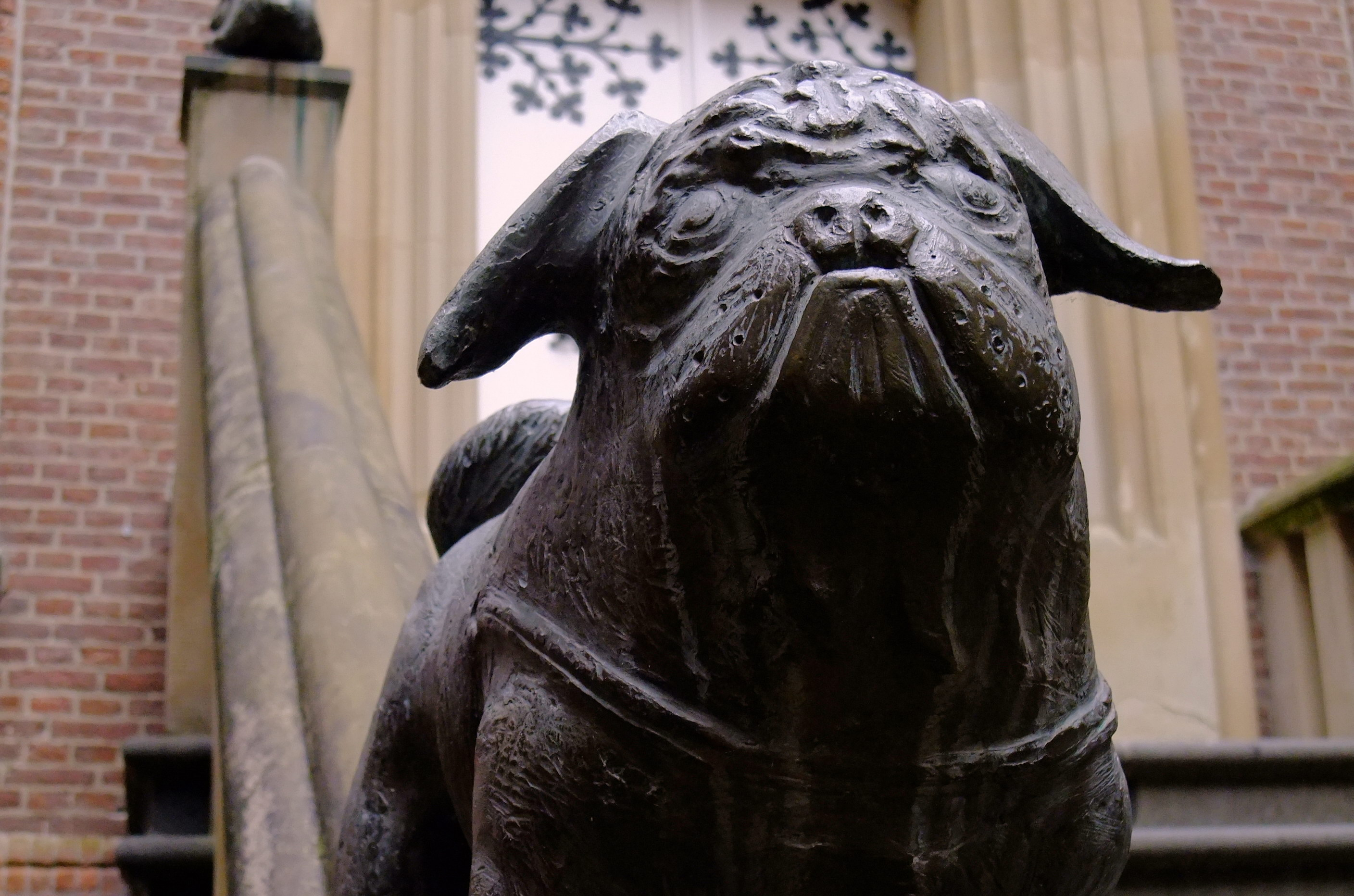
Mopsfigur am Treppenaufgang

Die Treppengeländer am Aufgang zum Portal des Hauptschlosses sind mit verschiedenen Tierfiguren geschmückt. Bis 1996/1997 befanden sich am Aufgang noch zwei ältere Originalfiguren von Löwen. An den Enden der Geländer wurden die ursprünglichen Löwenfiguren unter anderem durch einen Wolf und einen Mops ersetzt. Der Wolf wurde zur Erinnerung an den Besuch Voltaires angebracht. Die Figur wurde gewählt, um die „Bissigkeit“ des französischen Philosophen im Diskurs mit Friedrich II. für die Nachwelt festzuhalten. Der Mops erinnert hingegen an Sir Winston Churchill. Er besuchte Schloss Moyland im Zweiten Weltkrieg im Zuge der Operation Plunder, um den Rheinübergang der britischen Armee zu beobachten. Als wohl einer der Letzten besichtigte er die Räume, in denen der preußische König und Voltaire ihre Diskussionen abgehalten hatten und deren 200 Jahre alte Einrichtung vom Krieg bis dahin unversehrt geblieben war. Kurz nach Churchills Besuch wurde das Schloss geplündert und verwüstet. Die vier Treppenhunde aus den Jahren 1996/1997 stammen von dem deutschen Metallbildhauer und Kunstprofessor Hans Karl Burgeff.

### Schlosspark
In der Zeit von Juli 1995 bis Mai 1997 wurde unter der Leitung von Gustav und Rose Wörner der Schlosspark samt seinem alten Baumbestand und seinen Eichen- und Lindenalleen restauriert, sodass er heute sein Aussehen des späten 19. und frühen 20. Jahrhunderts wiedergibt. Der Urheber der ursprünglichen Entwürfe ist nicht bekannt, doch wurden sie in den 1830er und 1840er Jahren unter der Familie Steengracht angefertigt.
Heute finden sich im Park Skulpturen zeitgenössischer Künstler aus aller Welt, darunter James Lee Byars, U We Claus, Hans Karl Burgeff, Eduardo Chillida, Huub Kortekaas, Kubach-Wilmsen, Joseph Jaekel, Heinz Mack, Gerhard Marcks, Holger Runge und Antoni Tàpies.
Seit dem Jahr 1997 veranstalten die Gemeinde Bedburg-Hau und die Stiftung Museum Schloss Moyland um den dritten Advent einen großen Kunsthandwerker-Weihnachtsmarkt mit über 100 Kunsthandwerkern aus ganz Europa. Der Markt ist einer der größten Kunsthandwerkermärkte am Niederrhein.

## Geschichte

### Bewohner und Besitzer

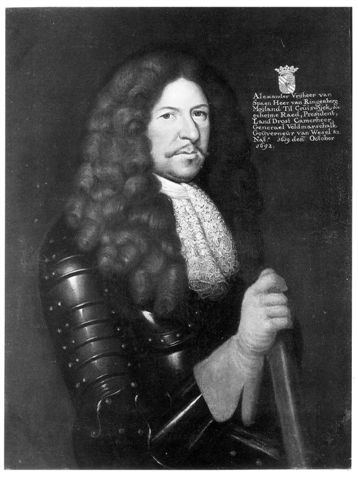
Alexander von Spaen war ab 1662 Schlossherr.

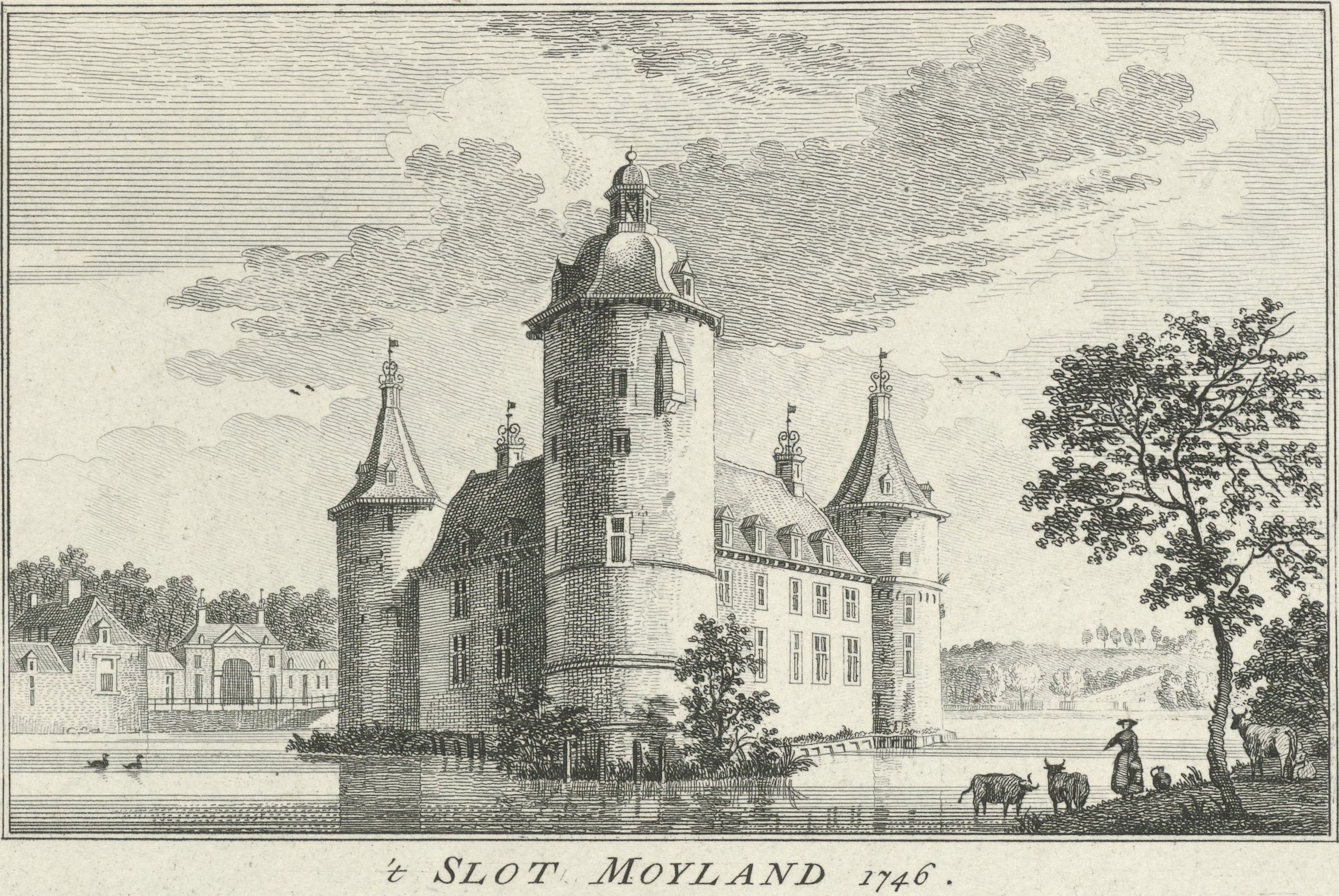
Jan de Beijer: Schloss Moyland, 1746

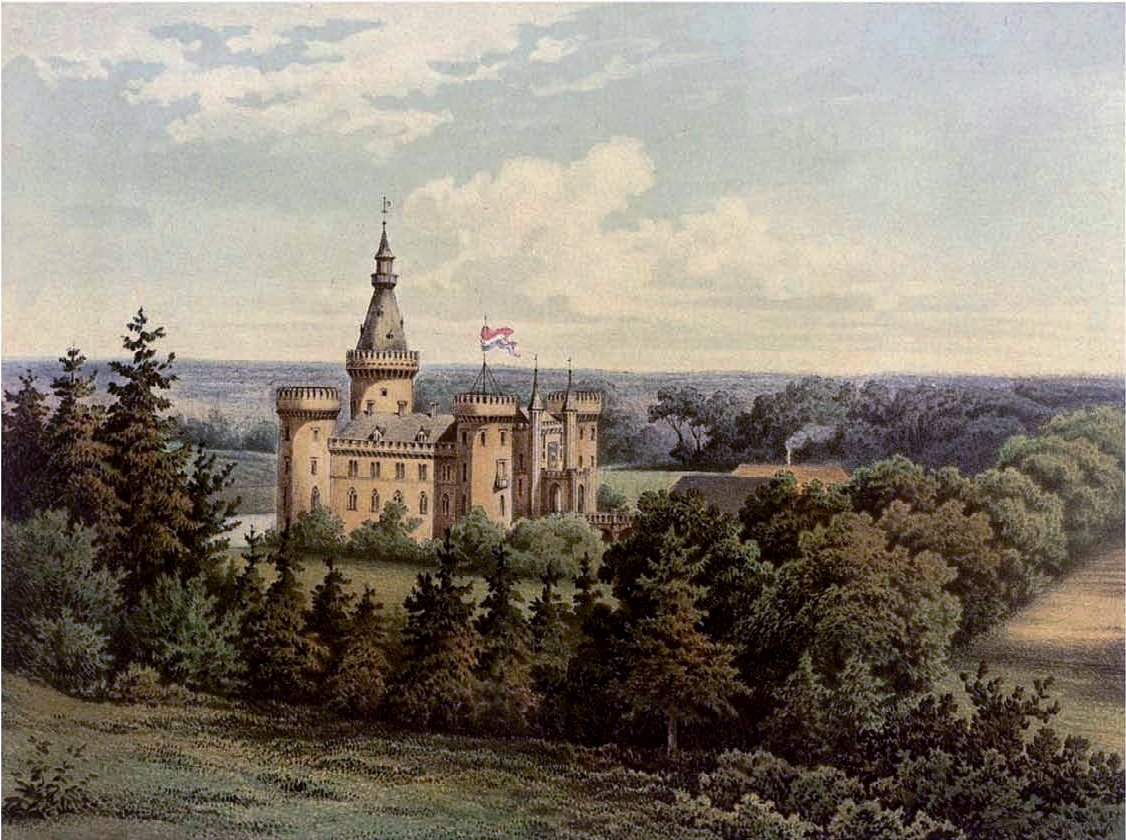
Schloss Moyland um 1860, Lithografie

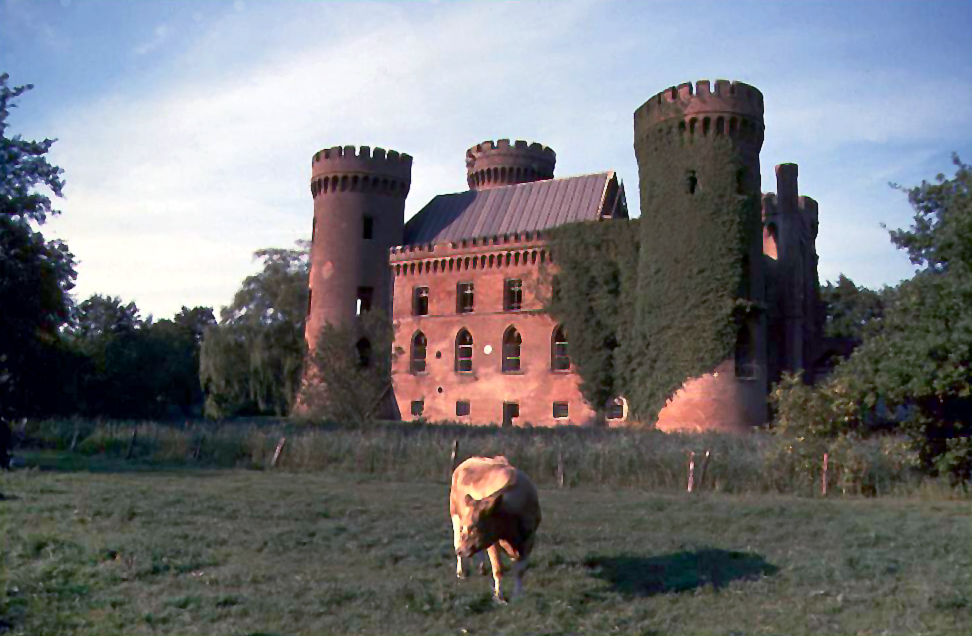
Westansicht von Schloss Moyland im August 1990

Im Jahre 1307 wurde erstmals ein mit Gräben und Wällen befestigter Hof namens Moyland urkundlich erwähnt. In jenem Jahr nahm der Geistliche und spätere Archidiakon von Lüttich, Jakob van den Eger, die Anlage von Graf Otto von Kleve in Erbpacht. Der Lehrer der gräflichen Kinder nannte sich in der Folgezeit daraufhin mehrmals auch von Moyland.
15 Jahre später wechselte der Hof durch Verkauf in den Besitz von Roland von Hagedorn, demgegenüber Dietrich VIII. von Kleve das Lehen 1339 erneuerte. In der entsprechenden Urkunde ist erstmals von einer Burg Moyland die Rede.
Bis in die zweite Hälfte des 17. Jahrhunderts folgten durch Erbschaften häufige Besitzerwechsel, die erst 1662 ein Ende nahmen, als der brandenburgische Generalfeldmarschall Alexander von Spaen die mittelalterliche Anlage kaufte.
Sein Nachfahre Friedrich Wilhelm von Spaen veräußerte sie (mittlerweile zu einem Schloss umgebaut) 1696 für 150.000 Taler an den damaligen brandenburgischen Kurfürsten und späteren preußischen König Friedrich I. Der nutzte Moyland vornehmlich als Jagdschloss, aber auch als „Liebesnest“. Seine Affäre mit der 17-jährigen Emmericher Bürgerstochter Katharina Ryckers (auch Rickers) machte am preußischen Hof von sich reden.
Während eines seiner zahlreichen Aufenthalte im Schloss traf der Preußenkönig Friedrich II. dort am 11. September 1740 mit dem Philosophen Voltaire zusammen und entwickelte mit ihm gemeinsam die Idee der „Wahrheitsmanufaktur“, einer Philosophenakademie, die auf Schloss Moyland eingerichtet werden sollte. Jedoch war Friedrichs Zusammentreffen mit Voltaire damals nicht der einzige Grund, Moyland zu besuchen, der König hatte vielmehr auch die Absicht, das bewaffnete Executionscorps unter Generalmajor Graf Georg Heinrich von Borcke zu beauftragen, die an der Maas gelegene niederländische Ortschaft Maseyck am 14. September 1740 zu erobern. Auf der Rückfahrt soll Friedrich II. dann im Kamper Terrassengarten den Plan für Schloss Sanssouci entworfen und aufgezeichnet haben.
Im Jahre 1766 kam die Anlage in den Besitz der niederländischen Familie von Steengracht. Adrian von Steengracht hatte das Schloss als naturale Entschädigung für gewährte Kredite im Siebenjährigen Krieg vom preußischen Königshaus erhalten.
Moyland verblieb im Besitz der Steengrachts, ehe sie es der am 11. Juli 1990 gegründeten Stiftung Museum Schloss Moyland schenkten, deren Ziele der Wiederaufbau der Anlage und ihre Nutzung als Museum waren. Zuvor hatten die Besitzer lange Zeit nach geeigneten Finanzierungsmöglichkeiten für einen Wiederaufbau gesucht. Der entscheidende Anstoß zur Gründung der Stiftung kam 1987 von den Brüdern Franz Joseph und Hans van der Grinten, die einen Standort für ihre private Sammlung moderner Kunst suchten. Am 24. Mai 1997 konnte das bis dahin vollständig renovierte Gebäude samt Gartenanlagen wiedereröffnet werden.

### Baugeschichte
Den einstigen befestigten Hof ließ Roland von Hagedorn 1345 bis 1355 zu einem klassischen gotischen Kastell mit quadratischem Grundriss umgestalten. Neben drei runden Schalenecktürmen besaß es an der Nordecke einen mächtigeren vierten Rundturm, der als Bergfried diente. Vom Innenhof aus über einen Hocheingang im dritten Geschoss zugänglich, bot dieser in seinem Inneren allerlei Komfort, so zum Beispiel einen Brunnen, Abort- und Lichtnischen sowie einen Kamin. Die westliche Seite der Anlage bildete zu jener Zeit ein Palas, die übrigen Fronten bestanden aus Mauern mit Wehrgang. Südlich der Hauptburg befand sich eine Vorburg, über die man das Burgtor der Kernburg erreichten konnte.
Im 15. Jahrhundert wurden im Burghof der Kernburg neue Gebäudeflügel erbaut und eine Kapelle im Ostturm eingerichtet.
Alexander Freiherr von Spaen ließ die mittelalterliche Wehranlage ab 1662 nach dem Vorbild von Gebäuden der Residenzstadt Kleve von Pieter Post zu einem barocken Schloss umbauen und erweitern. Da er nur ein Jahr zuvor die Umbauarbeiten an seinem Schloss Ringenberg hatte abschließen können, zeigen die beiden Anlagen noch heute architektonische Parallelen. Die Kellerräume erhielten neue Einwölbungen und die Geschosshöhen wurden verändert. Damit einhergehend wurden die Fensterachsen der Kernburg symmetrisch angeordnet und die Zufahrt derart verlegt, dass sie fortan axial auf das Haupthaus zuführte.
Unter Nikolaus Johann von Steengracht erfolgte in den Jahren 1854 bis 1862 eine Umgestaltung des Schlossäußeren im Stil der Neugotik. Die barocke Innenausstattung blieb während der Arbeiten unter dem Kölner Dombaumeister Ernst Friedrich Zwirner weitgehend unangetastet. So wurde die Kernburg mit roten Ziegeln ummauert und die drei Ecktürme mit Zinnen und Spitzbogenfenster ausgestattet. Dem Bergfried wurde ein historisierender spitzer Helm aufgesetzt. Der Torbau erfuhr ebenfalls eine Neugestaltung und wurde über eine neu errichtete Steinbrücke erreichbar gemacht. Im Zuge dieser Arbeiten wurde auch die Vorburg auf den Grundmauern ihrer Vorgängerbauten neu errichtet.
Außerdem ließ der Bauherr in jener Zeit die Parkanlagen im „gemischten Styl“ neu anlegen. In ihnen finden sich Partien im Stil eines englischen Landschaftsgartens sowie barocktypische Strukturen des so genannten „Architektonischen Gartens“. Wegen ihrer besonderen Bedeutung wurde die Parkanlage 2004 in die Straße der Gartenkunst zwischen Rhein und Maas aufgenommen.

Die letzten Kämpfe des Zweiten Weltkrieges überstand das Schloss bis zum Einmarsch der Alliierten am 25. Februar 1945 relativ unversehrt. Feldmarschall Bernard Montgomery nahm mit seinem Stab Quartier im Schloss. In dieser Zeit kam auch Winston Churchill nach Moyland. Nach dem Abzug Montgomerys ging fast die gesamte kostbare Innenausstattung durch Raub und Vandalismus kanadischer Soldaten verloren, und das Schloss wurde schwer verwüstet. Schlossherr war Ribbentrops Staatssekretär Gustav Adolf Steengracht von Moyland, der später im Nürnberger Wilhelmstraßen-Prozess verurteilt wurde. Eine provisorische Reparatur 1954 wurde von einem Brand des westlichen Dachstuhls im Jahr 1956 wieder zunichtegemacht, sodass die Gebäude trotz Notdach allmählich verfielen.
Im Jahre 1987 begannen die Entschuttungs- und Sicherungsarbeiten zur Wiederherstellung der Anlage. Von 1990 bis 1997 zeichnete die neu gegründete Stiftung Museum Schloss Moyland für eine Restaurierung und den Ausbau des Schlosses verantwortlich, wobei die historische Bausubstanz des Inneren einer modernen Neugestaltung der Räume für den musealen Zweck weichen musste.

## Museum
Das Schlossgebäude beherbergt heute die Kunstsammlung der Brüder Hans van der Grinten und Franz Joseph van der Grinten, die sie in über 50 Jahren zusammengetragen und in die Stiftung Museum Schloss Moyland eingebracht haben. Die Sammlung enthält Exponate aus dem 19. und 20. Jahrhundert, unter anderem Werke von Erwin Heerich, Willem den Ouden, Rudolf Schoofs und Hermann Teuber. Ein Schwerpunkt der Sammlung ist der nahezu 5000 Arbeiten umfassende und damit weltweit größte Bestand an Werken von Joseph Beuys.
Im eigens geführten Joseph Beuys Archiv, An-Institut der Kunstakademie Düsseldorf, werden außerdem weit über 200.000 Archivalien und Dokumente zu Beuys’ Leben, Werk und Wirken aufbewahrt.
Forschern steht auch die über 60.000 Medien umfassende Museumsbibliothek der Stiftung zur Verfügung.

## Rezeption
Das verfallene Schloss war Vorbild für das Wasserschloss in Ingrid Bachérs 1975 erschienenem Kunstmärchen Gespenster sieht man nicht. Die eigens dafür angefertigten Zeichnungen Gottfried Wiegands wurden im Rahmen der Ausstellung Märchen und andere wundersame Geschichten gezeigt. Der Erstausgabe des Buches war ein eigener Raum gewidmet.

### Zum Schloss allgemein
- Otto Brües, Guido de Werd, Alois Puyn: Schloss Moyland. Von Voltaire bis Beuys (Reihe Niederrhein erleben.) Mercator, Duisburg 1988, ISBN 3-87463-146-X.
- Moyland. In: Alexander Duncker (Hrsg.): Die ländlichen Wohnsitze, Schlösser und Residenzen der ritterschaftlichen Grundbesitzer in der preußischen Monarchie nebst den königlichen Familien-, Haus-, Fideicommiss- und Schattull-Gütern. Band 9. Duncker, Berlin 1866, Blatt 505 (zlb.de  [Text zwei Seiten danach]).
- Ferdinand G. B. Fischer: Ausflugsziele am Niederrhein. Schöne Burgen, Schlösser und Motten. Pomp, Bottrop 2000, ISBN 3-89355-152-2, S. 12–15.
- Fritz Getlinger, Matthias Graß: Schloss Moyland. Zerstörung und Wiederaufbau. Keuck, Geldern 1997, ISBN 3-928340-08-5.
- Karl-Heinz Hohmann, Rose Wörner, Gustav Wörner: Museum Schloss Moyland und sein Park in Bedburg-Hau (Kreis Kleve). 2. Auflage. Neusser Druck- und Verlagsanstalt, Neuss 1998, ISBN 3-88094-825-9.
- Stephan de Lange (Hrsg.): Chronik Schloss Moyland (= Rheinische Kunststätten. Heft 346). Boss, Kleve 2001, ISBN 3-933969-17-4.
- Gregor Spor: Wie schön, hier zu verträumen. Schlösser am Niederrhein. Pomp, Bottrop / Essen 2001, ISBN 3-89355-228-6, S. 8–9.
- Stiftung Museum Schloss Moyland (Hrsg.): 700 Jahre Schloss Moyland. Museum Schloss Moyland 2007, ISBN 978-3-935166-35-5.
- Jens Wroblewski, André Wemmers: Theiss-Burgenführer Niederrhein. Konrad Theiss, Stuttgart 2001, ISBN 3-8062-1612-6, S. 110–111.

### Zum Museum
- Karl Ebbers, Bettina Paust, Florian Monheim (Red.): Museum Schloss Moyland. DuMont, Köln 1997, ISBN 3-7701-3947-X.
- Förderverein Museum Schloss Moyland e. V. (Hrsg.): Schriftenreihe Schloss Moyland. Boss, Kleve 1990–1995.
- Förderverein Museum Schloss Moyland e. V. (Hrsg.): Schriften. Boss, Kleve 1999 ff. (hrsg. zusammen mit Stiftung Museum Schloss Moyland; Sammlung van der Grinten; Joseph-Beuys-Archiv des Landes Nordrhein-Westfalen).
- Fünfzig Jahre Sammlung van der Grinten. Vorwort von Johannes Look und Ron Manheim. Beiträge von Ron Manheim, Barbara Strieder, Ute Haug, Bettina Paust, Hans van der Grinten und Franz Joseph van der Grinten u. v. a. Museum Schloß Moyland, Bedburg-Hau 1999, ISBN 3-929042-22-3.
- Bettina Paust, Florian Monheim (Red.): Museum Schloss Moyland – Skulpturenpark. DuMont, Köln 2001, ISBN 3-8321-5589-9.
- Stiftung Museum Schloss Moyland u. a. (Hrsg.): Jahreshefte des Joseph-Beuys-Archivs. Peter Lang, Frankfurt 2001 ff., ISSN 1438-1710.